# 42-й армейский корпус (СССР)
42-й армейский корпус — оперативно-тактическое объединение Сухопутных войск СССР.
Сформирован в 1982 году в составе 2 мотострелковых дивизий и сокращённого корпусного комплекта частей. На 1 декабря 1993 года ещё существовал, так как в этот день в его состав была включена недавно сформированная 136-я отдельная мотострелковая бригада.
В соответствии с директивой Министра обороны Российской Федерации от 17 марта 1995 года № 314/2/0198 и директивой штаба СКВО от 4 апреля 1995 года № 14/0155 с 1 июня 1995 года управление 42-го армейского корпуса с подразделениями охраны и обслуживания переформировано в управление 58-й общевойсковой армии.

## История
Управление 42-го армейского корпуса создано в августе 1982 в г. Орджоникидзе. В состав корпуса вошли 19-я мотострелковая дивизия в Орджоникидзе и 268-я мсд кадра в п. Прохладное. При выводе войск из Европы в 1991 году прибыла 12-я гвардейская танковая дивизия из объединённой Германии. Сама дивизия была расформирована, а некоторые полки вошли в состав 19-й мсд.

### Первая чеченская война
29 ноября 1994 года на специально созванном заседании Совета безопасности Российской Федерации, министр обороны Павел Грачёв утвердил решение командующего СКВО Алексея Митюхина на военную операцию по вводу войск в Чечню. Готовность к выдвижению войск была определена на 7:00 11 декабря 1994 года.
11 декабря 1994 года началось выдвижение войск по спланированным направлениям и маршрутам. Уже в первые часы стало ясно: возникли тяжёлые осложнения с продвижением к административной границе Чечни по южным маршрутам. Появились первые потери в российских частях, хотя они пока не применяли оружие. На территории Ингушетии группы местного населения блокировали маршруты следования войск. Колонны замедляли движение, а на ряде маршрутов вынуждены были остановиться и даже вернуться на исходные позиции.
К двадцатым числам декабря в Грозном сосредоточился основной костяк полулегальной армии, значительное количество вооружения, военной техники и боеприпасов. По данным разведки, там насчитывалось до 15 тысяч боевиков, около 60 орудий и миномётов, до 30 пусковых установок «Град», 50 танков, примерно 100 БМП и БТР, около 130 зенитных установок и большое количество ручных гранатомётов. Дудаевская группировка, обеспеченная средствами для длительного ведения боевых действий, разоружаться не собиралась.
Для боёв в Грозном были образованы группировки войск «Север», «Северо-Восток», «Запад» и «Восток». В их составе создавались штурмовые отряды. Их командирам вручались крупномасштабные карты, планы города, фотосхемы районов предстоящих боевых действий. Расчёт строился на внезапности штурма. Нужно было свести к минимуму потери личного состава и избежать по мере возможности разрушения жилых и административных зданий.
Атака в канун Нового года — 31 декабря 1994 года — оказалась для дудаевцев действительно неожиданной. Боевики не успели своевременно занять промежуточные оборонительные рубежи. Только к концу дня они организовали сопротивление в центре города. В ряде районов российские войска продолжали вести успешные действия. 3 февраля начался завершающий этап операции по разгрому дудаевских групп в Грозном. В результате ожесточённых боёв 6 февраля удалось подавить сопротивление в центральных районах города. 9—12 февраля была отбита дорога Алхан-Юрт — Чечен-Аул и тем самым перекрыт отход боевиков из районов Алды и Новые Промыслы. В ночь с 20 на 21 февраля захвачены господствующие высоты в районе Новые Промыслы.

### Переформирование
В соответствии с директивой Министра обороны Российской Федерации от 17 марта 1995 года № 314/2/0198 и директивой штаба СКВО от 4 апреля 1995 года № 14/0155 с 1 июня 1995 года управление 42-го армейского корпуса с подразделениями охраны и обслуживания переформировано в управление 58-й общевойсковой армии.

## Состав
- Командир корпуса генерал-майор Савенков, Юрий Михайлович
- Управление корпуса, 922-я отдельная рота охраны и обеспечения (г. Владикавказ)[2]
- 19-я мотострелковая Воронежско-Шумлинская Краснознамённая, орденов Суворова и Трудового Красного Знамени дивизия (Владикавказ)
- 268-я мотострелковая дивизия кадра[~ 1] (г. Прохладный)
- 485-я пушечная артиллерийская бригада (г. Владикавказ)
- 551-й отдельный батальон связи (г. Владикавказ)
- 395-й отдельный радиорелейно-кабельный батальон (г. Владикавказ)
- 1919-й отдельный батальон радиоэлектронной борьбы (г. Владикавказ)
- 1656-й отдельный радиотехнический батальон ОсНаз (г. Владикавказ)
- 1996-й отдельный радиотехнический батальон ПВО (г. Владикавказ)
- 508-й отдельный батальон радиационной и химической разведки (г. Владикавказ)
- отдельный инженерно-сапёрный батальон (г. Владикавказ)
- отдельная вертолётная эскадрилья (г. Нальчик)
- 1542-я ремонтно-восстановительная база (г. Прохладный)
- 5853-я база хранения имущества (г. Прохладный)
- 876-я отдельная рота спецназа ГРУ (г. Владикавказ)

## Командование
Командиры корпуса
- 1983—1989 генерал-майор Савенков, Юрий Михайлович
- ???—??? генерал-майор Шелудько, Николай Архипович[2]
- ???—1993 генерал-майор Корецкий, Анатолий Григорьевич[2]
- ???—1995 генерал-майор Трошев, Геннадий Николаевич

Заместители командира корпуса
Заместители командира корпуса по боевой подготовке
- 1994 — 1997 генерал-майор Ю. Н. Колягин

Начальники ракетных войск и артиллерии корпуса
- 1992—1995 полковник Куадже, Аслан Аюбович